# 1529
Відродження •  Реформація •  Доба великих географічних відкриттів •  Ганза •  Імперія інків

## Геополітична ситуація
Османську державу очолює Сулейман I Пишний (до 1566). Римським королем є Карл V Габсбург (до 1555). У Франції королює Франциск I (до 1547).
Середню частину Апеннінського півострова займає Папська область. Неаполітанське королівство на півдні захопила Іспанія. Могутніми державними утвореннями півночі є Венеційська республіка, Флорентійська республіка, Генуезька республіка та герцогство Міланське.
Іспанським королівством править Карл I (до 1555). В Португалії королює Жуан III Благочестивий (до 1557).
Генріх VIII є королем Англії (до 1547), королем Данії та Норвегії є Фредерік I (до 1533), королем Швеції — Густав I Ваза (до 1560). Королем Угорщини та Богемії є Фердинанд I Габсбург (до 1564). У Польщі королює Сигізмунд I Старий (до 1548), він же залишається князем Великого князівства Литовського.
Галичина входить до складу Польщі. Волинь належить Великому князівству Литовському. Московське князівство очолює Василій III (до 1533).
На заході євразійських степів існують Казанське ханство, Кримське ханство, Астраханське ханство, Ногайська орда. Єгипет захопили турки. Шахом Ірану є сефевід Тахмасп I.
У Китаї править династія Мін. Значними державами Індостану є Імперія Великих Моголів, Біджапурський султанат, Віджаянагара. В Японії триває період Муроматі.
Іспанці захопили Мексику. В Імперії інків править Уаскар (до 1532).

## Події

### В Україні
- 1529 рік — перший литовський статут.

### В світі

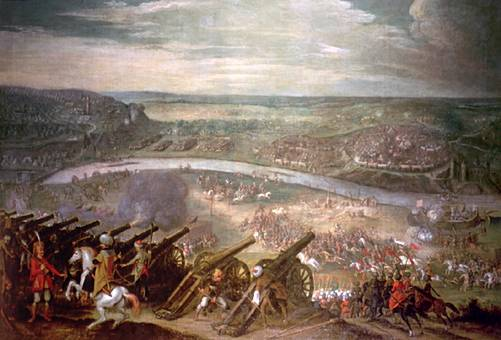
Облога Відня. Картина Петера Снаєрса

- 24 вересня турецький султан Сулейман I Пишний здійснив першу спробу захопити Відень, що закінчилась невдало. Місто було взято в довготривалу облогу, але зрештою турки змушені були відступити.
- Воєводою Трансильванії став Іштван Баторій.
- Реформація:
  - 19 квітня на засіданні рейхстагу в Шпаєрі відбувся остаточний розкол між протестантами і католиками Німеччини — протестанти виступили проти скасування рішення рейхстагу 1526 року, за яким імперські чини отримали можливість самостійно вирішувати релігійні питання. Назва руху «протестантизм» походить від шпаєрського протесту.
  - 4 жовтня у Марбурзі закінчилась чотириденна зустріч вюртемберзьких, страсбурзьких і швейцарських прихильників Реформації, ініційована ландграфом Філіпом Гессенським. Метою зустрічі було досягнення політичної єдності протестантських священиків і вирішення спільних теологічних проблем. В бесідах брали участь Мартін Лютер, Філіп Меланхтон, Каспар Хедіо, Адам Крафт, Ульріх Цвінглі, але єдність позиції так і не була досягнута через різне ставлення теологів до причастя.
  - Папа римський Климент VII відмовив англійському королю Генріху VIII в розлучені з Катериною Арагонською, що призвело до розриву Генріха з католицизмом. Англійський король звільнив з посади лорд-канцлера кардинала Томаса Вулсі і призначив Томаса Мора.
  - Мартін Лютер опублікував Великий та Малий катехізми.
- Війна Коньякської ліги:
  - 21 червня французькі війська зазнали поразки від іспанців у битві при Ландріано в Італії.
  - 5 серпня французький король Франциск I та римський король Карл V Габсбург підписали в Камбре мирний договір, за яким Франція відмовлялася від своїх претензій в Італії, але зберігала за собою Бургундію.
- 26 липня в Толедо іспанський конкістадор Франциско Пісарро отримав королівські гарантії губернаторства в землях, котрі він завоює в Південній Америці.
- Іспанія та Португалія домовилися в Сарагосі про лінію розподілу земель в Тихому океані на схід від Молуккських островів.
- Амвросій Ехінгер почав дослідження Венесуели.
- Окультист Генріх Корнелій Агріппа опублікував «Декламацію про шляхетність та досконалість жіночої статі».

## Народились
Докладніше: Народилися 1529 року

## Померли
Докладніше: Померли 1529 року